# 192293 Dominikbrunner
192293 Dominikbrunner è un asteroide della fascia principale. Scoperto nel 1990, presenta un'orbita caratterizzata da un semiasse maggiore pari a 2,7207412 UA e da un'eccentricità di 0,1551302, inclinata di 4,24749° rispetto all'eclittica.